# Muddy Waters
McKinley Morganfield ou Muddy Waters (Condado de Issaquena, 4 de abril de 1913 – Westmont, 30 de abril de 1983) foi um músico de blues norte-americano, considerado o pai do Chicago blues. Foi considerado o 49.º melhor guitarrista da história, em enquete da revista norte-americana Rolling Stone.

## Biografia
O nome artístico (em português, Águas Lamacentas) ele ganhou devido ao costume de quando criança brincar em um rio. Seu primeiro instrumento foi a gaita, que aprendeu a tocar aos 13 anos, tocava nas esquinas por trocados e comida junto com um amigo. Enquanto ainda jovem, viu Charley Patton e Son House tocarem, Son House inclusive foi uma grande influência, ele mostrou a Muddy como tocar guitarra slide com uma garrafa de vidro, o que o levou a trocar de instrumento aos 17 anos.
Ele se mudaria mais tarde de Mississipi para Chicago, Illinois, onde trocou o violão pela guitarra elétrica. Sua popularidade começou a crescer entre os músicos negros, e isso o permitiu passar a se apresentar em clubes de grande movimento. A técnica de Waters é fortemente característica devido a seu uso da braçadeira na guitarra. Suas primeiras gravações pela Chess Records apresentavam Waters na guitarra e vocais apoiado por um violoncelo. Posteriormente, ele adicionaria uma seção rítmica e a gaita de Little Walter, inventando a formação clássica de Chicago Blues.
Com sua voz profunda, rica, uma personalidade carismática e o apoio de excelentes músicos, Waters rapidamente tornou-se a figura mais famosa do Chicago Blues. Até mesmo B. B. King referir-se-ia a ele mais tarde como o "Chefe de Chicago". Suas bandas eram um "quem é quem" dos músicos de Chicago Blues: Little Walter, Big Walter Horton, James Cotton, Junior Wells, Willie Dixon, Otis Spann, Pinetop Perkins, Buddy Guy, e muitos outros.
As gravações de Waters do final dos anos 1950 e começo dos 60 foram particularmente suas melhores. Muitas das canções tocadas por ele tornaram-se sucesso: Walkin' blues, Hoochie Coochie Man, She’s Nineteen Years Old e Rolling and Tumbling, grandes clássicos que ganhariam versões de várias bandas dos estilos mais diversos.
Sua influência foi enorme em muitos gêneros musicais: blues, rhythm and blues, folk, jazz. Foi Waters quem ajudou Chuck Berry a conseguir seu primeiro contrato.
Em 30 de abril de 1983 Muddy Waters morreu vítima de Insuficiência cardíaca enquanto dormia na sua casa em Westmont, Illinois. Foi enterrado no "Restvale Cemetery" em Alsip, Illinois. A cidade de Chicago e o subúrbio de Westmont homenageram Muddy colocando seu nome em vias públicas.
Entre outras canções com as quais Waters tornou-se conhecido estão Long Distance Call, Mannish Boy e o hino do rock/blues I’ve Got My Mojo Working.
Um pouco da história de Muddy Waters e da Chess Records foi retratada no filme Caddilac Records de 2008.
Muddy Waters foi induzido ao "Blues Hall of Fame" em 1980 e ao "Rock and Roll Hall of Fame'" em 1987.

## Discografia
- 1941 - Stovall's Plantation
- 1941 - First Recording Sessions 1941-1946
- 1948 - I can't be satisfied
- 1950 - Rolling Stone
- 1953 - Baby Please don't go
- 1954 - (I'm Your) Hoochie Coochie Man
- 1955 - Mannish Boy
- 1956 - Got My Mojo Working
- 1956 - Louisiana Blues
- 1956 - Mississippi Blues
- 1960 - At Newport
- 1960 - Muddy Watersy sings Big Bill Broonzy
- 1963 - Folk Festival of the Blues
- 1964 - The best of Muddy Waters
- 1964 - Folk Singer
- 1964 - Muddy Waters
- 1965 - Live Recordings 1965-1973
- 1965 - Muddy Waters with Little Walter
- 1965 - The Real Folk Blues
- 1966 - Down on Stovall's Plantation
- 1966 - Muddy Waters: The Blues Man
- 1966 - Muddy, Brass and Blues
- 1967 - Blues from Big Bill's Copacabana
- 1967 - Muddy Brass & the Blues
- 1967 - More Real Folk Blues
- 1967 - Super Blues (Muddy Waters, Bo Diddley, Little Walter)
- 1967 - The Super Super Blues Band (Muddy Waters, Bo Diddley, Howlin' Wolf)
- 1968 - Electric Mud
- 1969 - After the Rain
- 1969 - Fathers and Sons
- 1969 - Sail on
- 1970 - Vintage Mud
- 1970 - Back in the Good Old Days
- 1970 - Good News
- 1970 - Goin'Home: Live in Paris 1970
- 1970 - They call me Muddy Waters [I]
- 1971 - They call me Muddy Waters [II]
- 1971 - Live at Mister Kelly's
- 1977 - Hard Again
- 1978 - I'm Ready
- 1979 - Muddy "Mississippi" Waters
- 1981 - King Bee

## Premiações Grammy
| Histórico de prêmios Grammy de Muddy Waters |                                            |                                  |        |           |
| Ano                                         | Categoria                                  | Título                           | Gênero | Gravadora |
| Grammy Awards de 1971                       | Melhor Gravação Étnica ou Folk Tradicional | They Call Me Muddy Waters        | folk   | MCA/Chess |
| Grammy Awards de 1972                       | Melhor Gravação Étnica ou Folk Tradicional | The London Muddy Waters Session  | folk   | MCA/Chess |
| Grammy Awards de 1975                       | Melhor Gravação Étnica ou Folk Tradicional | The Muddy Waters Woodstock Album | folk   | MCA/Chess |
| Grammy Awards de 1977                       | Melhor Gravação Étnica ou Folk Tradicional | Hard Again                       | folk   | Blue Sky  |
| Grammy Awards de 1978                       | Melhor Gravação Étnica ou Folk Tradicional | I'm Ready                        | folk   | Blue Sky  |
| Grammy Awards de 1979                       | Melhor Gravação Étnica ou Folk Tradicional | Muddy "Mississippi" Waters Live  | folk   | Blue Sky  |